# Musan Salama
Musan Salama (MuSa) är en fotbollsklubb från Björneborg i Finland. 
Klubben grundades 1960 och spelar säsongen 2020 i den andra högsta serien i landet, Ettan. Lagets hemmaarena är Mossa bollplan, som ofta kallas med smeknamn Mossas Wembley. Det ligger i stadsdelen Mossa i Västra-Björneborg. 
MuSa har spelat de senaste åren huvudsakligen i Tvåan. I det nästä högsta serien Ettan har MuSa spelat sex säsonger; år 1972, 1976, 1999–2001 och 2019. Klubbens damlag spelade tre år i Damligan på 1980-talet.

## Kända spelare
- Timo Furuholm
- Markku Huhtanen
- Piracaia
- Antti Sumiala
- Hermanni Vuorinen